# Clemon Johnson
Clemon James Johnson Jr. (Monticello, Florida, 12 de septiembre de 1956) es un exjugador y entrenador de baloncesto estadounidense que jugó diez temporadas en la NBA y cinco más en la liga italiana. Con 2,08 metros de estatura, lo hacía en la posición de ala-pívot.

## Trayectoria deportiva

### Universidad
Jugó durante cuatro temporadas con los Rattlers de la Universidad de Florida A&M, en las que promedió 12,7 puntos y 13,7 rebotes por partido. Hoy en día mantiene los récords de los Rattlers de rebotes en un partido (25), en una temporada (412) y a lo largo de una carrera (1.494).

### Profesional
Fue elegido en la cuadragésimo cuarta posición del Draft de la NBA de 1978 por Portland Trail Blazers, donde jugó una temporada en la que contó muy poco para su entrenador, Jack Ramsay, jugando poco más de 10 minutos por encuentro, en los que promedió 3,2 puntos y 3,1 rebotes.
Antes del comienzo de la temporada 1979-80 fue traspasado a Indiana Pacers a cambio de una futura ronda del draft. donde jugó 3 temporadas y media y donde contó con más oportunidades de juego, llegando incluso a ser titular en 42 partidos de la temporada 1981-82, en la que realizó su mejor campaña como profesional, promediando 9,5 puntos y 7,2 rebotes por partido.
Estando ya avanzada la temporada 1982-83 fue traspasado a Philadelphia 76ers a cambio de Russ Schoene y dos futuras rondas del draft. Los Sixers buscaban un hombre que diera minutos de descanso a Moses Malone de cara a los playoffs, y lo encontraron en Johnson, que ayudó con 6,8 puntos y 6,4 rebotes por partido en la consecución del anillo de campeones de la NBA, tras derrotar en las Finales a los Lakers por un contundente 4-0.
Jugó tres temporadas más con los Sixers, casi siempre como suplente, hasta que antes del comienzo de la temporada 1986-87 fue traspasado a Seattle SuperSonics junto con una primera ronda del draft (que resultaría ser Shawn Kemp) a cambio de Tim McCormick y Danny Vranes. En los Sonics jugó dos temporadas a la sombra de Alton Lister y del veterano Maurice Lucas, con pocos minutos en pista.
En 1988, ya con 32 años, decide prolongar su carrera deportiva en la liga italiana, fichando por el Knorr Bologna. Allí formaría pareja de americanos con Micheal Ray Richardson, promediando en su primera temporada 15,4 puntos y 10,5 rebotes por partido. en su segundo año en Bolonia conseguiría dos títulos, la Copa de Italia, derrotando en la final al Banco di Roma, y la Recopa de Europa, ganando la final al Real Madrid.
Tras jugar una temporada más, en 1991 ficha por el Lotus Montecatini de la Serie A2, a los que ayudaría con 13,5 puntos y 7,9 rebotes por partido a ascender a la Serie A. Jugaría un año más en la máxima competición italiana antes de retirarse definitivamente con 37 años.

### Entrenador
Tras retirarse como jugador, regresó a Florida donde entrenó a dos equipos de high school, compilando un récord de 184 victorias y 60 derrotas, y siendo elegido Entrenador del Año de la Big Bend Regional. En 2006 asume una interinidad en los Atlanta Hawks trabajando en cuadro técnico de la franquicia, fichando al año siguiente como entrenador principal de los Nanooks de la Universidad de Alaska Fairbanks.
Entre 2011 y 2014 entrenó a los Florida A&M Rattlers de la División I de la NCAA, logrando 32 victorias y 64 derrotas.

## Estadísticas de su carrera en la NBA

### Temporada regular
| Temporada | Edad | Equipo                 | Liga | P   | TIT | MIN  | TC  | TCA | %TC  | 3P  | 3PA | %3P  | TL  | TLA | %TL  | R.OF. | R.DEF. | REB | ASIS | ROB | TAP | PER | FP  | PTS |
| 1978-79   | 22   | Portland Trail Blazers | NBA  | 74  |     | 10.7 | 1.4 | 2.9 | .470 |     |     |      | 0.5 | 1.0 | .486 | 1.1   | 1.9    | 3.1 | 1.1  | 0.3 | 0.5 | 0.9 | 1.6 | 3.2 |
| 1979-80   | 23   | Indiana Pacers         | NBA  | 79  |     | 19.5 | 2.5 | 5.0 | .503 | 0.0 | 0.0 |      | 0.9 | 1.5 | .632 | 1.8   | 3.2    | 5.0 | 1.5  | 0.6 | 1.5 | 1.0 | 2.7 | 6.0 |
| 1980-81   | 24   | Indiana Pacers         | NBA  | 81  |     | 20.3 | 2.9 | 5.8 | .504 | 0.0 | 0.0 | .000 | 1.4 | 2.3 | .593 | 2.1   | 3.6    | 5.8 | 1.8  | 0.5 | 1.5 | 1.5 | 2.3 | 7.2 |
| 1981-82   | 25   | Indiana Pacers         | NBA  | 79  | 42  | 25.1 | 3.9 | 8.1 | .487 | 0.0 | 0.0 |      | 1.6 | 2.4 | .651 | 2.3   | 4.9    | 7.2 | 1.6  | 0.8 | 1.4 | 1.7 | 3.1 | 9.5 |
| 1982-83   | 26   | TOTAL                  | NBA  | 83  | 11  | 23.1 | 3.6 | 7.0 | .515 | 0.0 | 0.0 | .000 | 1.3 | 2.2 | .617 | 2.3   | 4.0    | 6.3 | 1.7  | 0.8 | 1.1 | 1.5 | 2.7 | 8.5 |
| 1982-83   | 26   | Indiana Pacers         | NBA  | 51  | 7   | 23.8 | 4.1 | 7.8 | .521 | 0.0 | 0.0 | .000 | 1.5 | 2.4 | .631 | 2.3   | 4.0    | 6.3 | 2.3  | 1.0 | 1.2 | 1.7 | 2.7 | 9.7 |
| 1982-83   | 26   | Philadelphia 76ers     | NBA  | 32  | 4   | 21.8 | 2.8 | 5.7 | .500 | 0.0 | 0.0 |      | 1.1 | 1.8 | .586 | 2.3   | 4.1    | 6.4 | 0.8  | 0.5 | 0.9 | 1.1 | 2.6 | 6.8 |
| 1983-84   | 27   | Philadelphia 76ers     | NBA  | 80  | 10  | 21.5 | 2.4 | 5.2 | .468 | 0.0 | 0.0 |      | 0.9 | 1.4 | .611 | 1.6   | 3.3    | 5.0 | 0.7  | 0.4 | 0.8 | 1.2 | 2.6 | 5.7 |
| 1984-85   | 28   | Philadelphia 76ers     | NBA  | 58  | 0   | 15.1 | 2.0 | 4.1 | .498 | 0.0 | 0.0 | .000 | 0.6 | 0.8 | .735 | 1.6   | 2.2    | 3.8 | 0.6  | 0.3 | 0.8 | 0.7 | 1.9 | 4.7 |
| 1985-86   | 29   | Philadelphia 76ers     | NBA  | 75  | 2   | 14.3 | 1.4 | 3.0 | .471 | 0.0 | 0.0 |      | 0.7 | 1.1 | .630 | 1.4   | 2.0    | 3.4 | 0.2  | 0.3 | 0.8 | 0.5 | 1.7 | 3.5 |
| 1986-87   | 30   | Seattle SuperSonics    | NBA  | 78  | 7   | 13.5 | 1.1 | 2.3 | .494 | 0.0 | 0.0 | .000 | 0.9 | 1.4 | .636 | 1.4   | 2.2    | 3.6 | 0.3  | 0.3 | 0.5 | 0.5 | 1.8 | 3.2 |
| 1987-88   | 31   | Seattle SuperSonics    | NBA  | 74  | 26  | 9.8  | 0.7 | 1.4 | .467 | 0.0 | 0.0 |      | 0.3 | 0.4 | .688 | 0.9   | 1.5    | 2.4 | 0.2  | 0.2 | 0.3 | 0.4 | 1.4 | 1.6 |
| Total     |      |                        | NBA  | 761 | 98  | 17.5 | 2.2 | 4.5 | .492 | 0.0 | 0.0 | .000 | 0.9 | 1.5 | .621 | 1.7   | 2.9    | 4.6 | 1.0  | 0.5 | 0.9 | 1.0 | 2.2 | 5.4 |

### Playoffs
| Temporada | Edad | Equipo                 | Liga | P  | MIN  | TCA | TC  | 3PA | 3P | TLA | TL | R.OF. | REB | ASIS | ROB | TAP | PER | FP  | PTS | %TC  | %3P  | %FT  | MIN  | PTS | REB  | AST |
| 1978-79   | 22   | Portland Trail Blazers | NBA  | 3  | 47   | 4   | 11  |     |    | 6   | 11 | 5     | 17  | 2    | 2   | 4   | 7   | 5   | 14  | .364 |      | .545 | 15.7 | 4.7 | 5.7  | 0.7 |
| 1980-81   | 24   | Indiana Pacers         | NBA  | 2  | 55   | 5   | 12  | 0   | 0  | 5   | 10 | 10    | 20  | 3    | 4   | 2   | 3   | 3   | 15  | .417 |      | .500 | 27.5 | 7.5 | 10.0 | 1.5 |
| 1982-83   | 26   | Philadelphia 76ers     | NBA  | 12 | 202  | 25  | 49  | 0   | 0  | 0   | 4  | 21    | 43  | 7    | 4   | 5   | 12  | 28  | 50  | .510 |      | .000 | 16.8 | 4.2 | 3.6  | 0.6 |
| 1983-84   | 27   | Philadelphia 76ers     | NBA  | 5  | 45   | 4   | 12  | 0   | 0  | 0   | 0  | 3     | 6   | 0    | 1   | 4   | 3   | 8   | 8   | .333 |      |      | 9.0  | 1.6 | 1.2  | 0.0 |
| 1984-85   | 28   | Philadelphia 76ers     | NBA  | 13 | 165  | 13  | 33  | 0   | 1  | 16  | 21 | 17    | 36  | 2    | 3   | 6   | 13  | 32  | 42  | .394 | .000 | .762 | 12.7 | 3.2 | 2.8  | 0.2 |
| 1985-86   | 29   | Philadelphia 76ers     | NBA  | 12 | 303  | 29  | 53  | 0   | 0  | 16  | 25 | 23    | 60  | 8    | 11  | 15  | 10  | 35  | 74  | .547 |      | .640 | 25.3 | 6.2 | 5.0  | 0.7 |
| 1986-87   | 30   | Seattle SuperSonics    | NBA  | 14 | 262  | 24  | 53  | 0   | 1  | 12  | 19 | 25    | 49  | 4    | 7   | 15  | 2   | 18  | 60  | .453 | .000 | .632 | 18.7 | 4.3 | 3.5  | 0.3 |
| 1987-88   | 31   | Seattle SuperSonics    | NBA  | 5  | 39   | 3   | 7   | 0   | 0  | 1   | 2  | 0     | 7   | 0    | 1   | 1   | 2   | 10  | 7   | .429 |      | .500 | 7.8  | 1.4 | 1.4  | 0.0 |
| Total     |      |                        | NBA  | 66 | 1118 | 107 | 230 | 0   | 2  | 56  | 92 | 104   | 238 | 26   | 33  | 52  | 52  | 139 | 270 | .465 | .000 | .609 | 16.9 | 4.1 | 3.6  | 0.4 |